# کیلبورگ
شهر کیلبورگ (به آلمانی: Kyllburg) در ایالت راینلند-فالتز در کشور آلمان واقع شده‌است.